# トーチベアラー
トーチベアラー (Torchbearer)は、スウェーデンのメロディックデスメタルバンド。デスラッシュやメロディックブラックメタルに分類される場合もある。

## 略歴
2003年に、クリスチャン・アルヴェスタム (Rhythm G、Back Vo)の元にコールド・レコードからディールを前提にバンド結成の話が持ちかけられたことがきっかけとなり結成される。同じくコールド・レコードからの依頼で結成されたバンドとして、クリスチャンも加入しているインキャパシティがある。
依頼の後、クリスチャンが中心のアンムーアドのレーベルメイト(シンガポールのパルヴァライズド・レコード)であるブラックメタルバンド、Satarielのボーカリスト、ペル・ヨハンソン (Vo)が加入。その後、双方の知人が加入し、バンドとしての体裁を整える。加入したのは、アンムーアドやソーラー・ドーンのドラマー、ヘンリック・ショーンストロム (Ds)、Satarielのベーシスト、ミカエル・デゲルマン (B)、クリスチャンの旧友のヨラン・ヨハンソン (Lead G)である。
ヨナス・キェルグレンのプロデュースで、2004年に1stアルバム『Yersinia Pestis』をリリース。同アルバムでは、後に正式メンバーとなるトーマス・ヨハンソンがギターソロを弾いている。当初はアルバム1枚限りのプロジェクトバンドの予定であったが、アルバムリリース後に正式なバンドとして活動することとなった。
2005年にヨラン・ヨハンソンが脱退し、アンムーアドのセッションベーシストであるパトリック・ガードベリ (Lead G)が加入する。同年中に2ndアルバム『Warnaments』をレコーディングし、2006年にリリースする。同アルバムのプロデュースは、1stアルバムでゲスト参加したトーマス・ヨハンソンである。
2009年にミカエル・デゲルマンが脱退し、2010年にヘンリック・ショーンストロムが脱退する。そして同2010年に、それまで様々な形でバンドに関わっていたトーマス・ヨハンソンがベーシストとして加入。更に、ソリューション .45でクリスチャンと活動しているロルフ・ピルヴ (Ds)がセッションとして参加して3rdアルバムが録音された。2011年に3rdアルバム『Death Meditations』をリリースする。

## メンバー

### 現メンバー
- ペル・ヨハンソン (Pär Johansson) - ボーカル (2003 - )

Soulash(ザ・ダスクフォールの前身)でも活動していた。Satariel、The Few Against Manyでも活動中。
- クリスチャン・アルヴェスタム (Christian Älvestam) - リズムギター、バックボーカル (2003 - )

スカー・シンメトリー、ソーラー・ドーン、エンジェル・ブレイクでも活動していた。ソリューション .45、インキャパシティ、アンムーアド、ミザレーション、The Few Against Manyでも活動中。
- パトリック・ガードベリ (Patrik Gardberg) - リードギター (2005 - )

ソリューション .45、ミーン・ストリーク、The Few Against Manyでも活動中。
- トーマス・プレック・ヨハンソン (Tomas "Plec" Johansson) - ベース (2010 - )

アンムーアドでも活動中。音楽プロデューサーとしても活動している。

### 旧メンバー
- ヨラン・ヨハンソン (Göran Johansson) - リードギター (2003 - 2005)

Setherialでも活動していた。
- ミカエル・デゲルマン (Mikael Degerman) - ベース (2003 - 2009)

Satarielで活動中。
- ヘンリック・ショーンストロム (Henrik Schönström) - ドラム (2003 - 2010)

ソーラー・ドーンでも活動していた。アンムーアド、インキャパシティでも活動中。

### セッション・メンバー
- ロルフ・ピルヴ (Rolf "Stuka" Pilve) - ドラム

3rdアルバム『Death Meditations』に参加。
ドリームテイル、Sightlessでも活動していた。ソリューション .45、エッセンス・オブ・ソロウ、ミザレーション、Code for Silence、Status Minorでも活動中。

## ディスコグラフィ
- 2004年 Yersinia Pestis
- 2006年 Warnaments
- 2011年 Death Meditations